# La Pastoría
La Pastoría es una localidad situada en el municipio de Atenco, en el estado de México. Según el censo de 2020, tiene una población de 3649 habitantes.
Del total de la población 1792 (49.11%) son hombres y 1857 (50.89%) son mujeres. Los habitantes mayores de 18 años son 2462.
La localidad está ubicada a una altitud de 2244 metros sobre el nivel del mar.

## Demografía
Para alojar a sus habitantes La Pastoría cuenta con 402 viviendas, el 8,46% de las cuales están rentadas por sus moradores.
El 74,45% de los habitantes mayores de 5 años son católicos, estando casada o unida en pareja el 65,59% de la población mayor de 12 años.
El grado medio de escolaridad en La Pastoría es de 7,32, la media en el municipio es de 7,80 y en el estado 8,03.
En esta localidad hay 43 personas mayores de 5 años que hablan una lengua indígena, de ellas 42 también dominan el español.

## Economía local
La población económicamente activa en la localidad de La Pastoría es de 663 (34,86% de la población total) personas, las que están ocupadas se reparten por sectores de la siguiente forma:
- Sector Primario: 8 (1.22%)  (Municipio:6.20%, Estado:5.43%) Agricultura, Explotación forestal, Ganadería, Minería, Pesca.
- Sector Secundario: 259 (39.54%)  (Municipio:41.19%, Estado:32.50%) Construcción, Electricidad, gas y agua, Industria manufacturera.
- Sector Terciario: 388 (59.24%)  (Municipio:52.61%, Estado:62.07%) Comercio, Servicios, Transportes.